# Mistrzostwa Polski w Łyżwiarstwie Szybkim na Dystansach 2010
24. Mistrzostwa Polski w Łyżwiarstwie Szybkim na Dystansach 2010 odbyły się w dniach 23 - 25 października 2009 roku na torze COS w Zakopanem.
. Na dystansie 500 metrów rozgrywane są dwa biegi i dopiero suma czasów z obu biegów decyduje o kolejności zawodników.

## Kobiety
| Konkurencja:     | 1. miejsce                                    | Rezultat | 2. miejsce                            | Rezultat | 3. miejsce                                        | Rezultat |
| 500 m            | Katarzyna Bachleda-Curuś LKS Poroniec Poronin | 82,62    | Natalia Czerwonka MKS Cuprum Lubin    | 82,94    | Luiza Złotkowska AZS Zakopane                     | 83,23    |
| 1000 m           | Katarzyna Bachleda-Curuś LKS Poroniec Poronin | 1:20,14  | Natalia Czerwonka MKS Cuprum Lubin    | 1:21,16  | Katarzyna Woźniak WTŁ Stegny Warszawa             | 1:22,59  |
| 1500 m           | Katarzyna Bachleda-Curuś LKS Poroniec Poronin | 2:03,29  | Natalia Czerwonka MKS Cuprum Lubin    | 2:05,03  | Luiza Złotkowska AZS Zakopane                     | 2:05,16  |
| 3000 m           | Katarzyna Bachleda-Curuś LKS Poroniec Poronin | 4:19,34  | Katarzyna Woźniak WTŁ Stegny Warszawa | 4:23,65  | Natalia Czerwonka MKS Cuprum Lubin                | 4:24,64  |
| 5000 m           | Katarzyna Bachleda-Curuś LKS Poroniec Poronin | 8:01,99  | Katarzyna Wożniak WTŁ Stegny Warszawa | 8:07,69  | Karolina Domańska-Ksyt Pilica Tomaszów Mazowiecki | 8:16,92  |
| wyścig drużynowy | WTŁ Stegny Warszawa                           | 3:22,96  | Pilica Tomaszów Mazowiecki            | 3:36,60  | SNPTT Zakopane                                    | 3:44,36  |

## Mężczyźni
| Konkurencja:     | 1. miejsce                          | Rezultat | 2. miejsce                                | Rezultat | 3. miejsce                                | Rezultat |
| 500 m'           | Maciej Ustynowicz Marymont Warszawa | 72,09    | Maciej Biega SKŁ Górnik Sanok             | 73,85    | Konrad Niedźwiedzki AZS Zakopane          | 73,88    |
| 1000 m           | Konrad Niedźwiedzki AZS Zakopane    | 1:13,67  | Maciej Ustynowicz Marymont Warszawa       | 1:13,89  | Zbigniew Bródka Błyskawica Domaniewice    | 1:13,97  |
| 1500 m           | Konrad Niedźwiedzki AZS Zakopane    | 1:50,68  | Zbigniew Bródka Błyskawica Domaniewice    | 1:51,47  | Roland Cieślak Pilica Tomaszów Mazowiecki | 1:51,75  |
| 5000 m           | Sławomir Chmura MKS MOS Pruszków    | 6:47,52  | Roland Cieślak Pilica Tomaszów Mazowiecki | 6:50,71  | Sebastian Druszkiewicz AZS Zakopane       | 6:52,39  |
| 10 000 m         | Sławomir Chmura MKS MOS Pruszków    | 14:26,15 | Sebastian Druszkiewicz AZS Zakopane       | 14:38,62 | Jan Szymański Marymont Warszawa           | 14:43,32 |
| wyścig drużynowy | AZS Zakopane                        | 4:01,55  | SKŁ Górnik Sanok                          | 4:03,19  | Marymont Warszawa                         | 4:09,60  |